# Gustav Huonker
Gustav Huonker-Frei (* 11. August 1922 in Zürich, heimatberechtigt ebenda; † 29. Mai 2019 in Zürich) war ein Schweizer Journalist, Publizist und Politiker (SP).

## Leben
Gustav Huonker absolvierte das Lehrerseminar Küsnacht und studierte an den Universitäten Zürich und Lausanne. Er arbeitete als Sekundarlehrer. Von 1961 bis 1965 war er Feuilletonredaktor der sozialdemokratischen Zeitung Volksrecht in Zürich, später freier Journalist. Ferner betätigte er sich als Publizist und Literaturhistoriker. Von 1970 bis 1990 war er Gemeinderat der Stadt Zürich.
Der Historiker Thomas Huonker ist sein jüngerer Sohn.

## Auszeichnungen
- 1977, 1984, 1986: Ehrengaben des Kantons Zürich
- 1985: Ehrengabe der Stadt Zürich

## Werke
- Till Eulenspiegel. Aarau: Sauerländer, 1952
- Das kalte Herz. Elgg ZH: Volksverlag, 1958
- Der Tölpelhans. Aarau: Sauerländer, 1960
- Bauhaus 1919–1933. Zürich: HfGZ, 1988
- Literaturszene Zürich. Zürich: Unionsverlag, 1985

Herausgaben
- Elisabeth Gerter: Die Sticker. Zürich: Buchclub Ex Libris, 1981
- Maxim Gorki: Erinnerungen an Tolstoi. Zürich: Verlag Gute Schriften, 1988
- Kurt Tucholsky: Briefe aus dem Schweigen. Reinbek bei Hamburg: Rowohlt, 1990
- Kurt Tucholsky: «Liebe Winternuuna, liebes Hasenfritzli». Zürich: Offizin Zürich, 1990
- Kurt Tucholsky: Die Q-Tagebücher. Reinbek bei Hamburg: Rowohlt, 1995
- (zus. mit Antje Bonitz) Kurt Tucholsky: Briefe 1933–1934 (= Gesamtausgabe. Bd. 20). Reinbek bei Hamburg: Rowohlt, 1996.
- (zus. mit Antje Bonitz) Kurt Tucholsky: Briefe 1935 (= Gesamtausgabe. Bd. 21). Reinbek bei Hamburg: Rowohlt, 1997.
- Elisabeth Gerter: Schwester Lisa. Zürich: Unionsverlag, 2004